# Francesc Balart
|  | Aquest article tracta sobre l'escriptor. Vegeu-ne altres significats a «Francesc Balart i Figuerola». |

Francesc Balart va ser un poeta i escriptor nascut a Reus cap al 1714. Es desconeixen la data i el lloc de la seva mort.
Fill de pares pobres, era passamaner d'ofici i donava lliçons de ball a les nits, per fer-se un sobresou. Va escriure molt, sembla, però la major part de la seva obra va quedar inèdita. Un descendent seu en conservava uns manuscrits entre els quals es trobava un recitat històric en vers per a declamar en el ball de Moros i Cristians (escrit el 1759), un altre sobre la batalla de Buda o el setge de Viena (escrit el 1765) i un altre sobre la batalla de Lepant per al ball de Galeres (escrit el 1772), i també romanços satírics en català i castellà i uns goigs a Santa Llúcia.
Però l'obra més coneguda de Francesc Balart són les Cobles de la Passió, una composició amb versos de set síl·labes, tècnicament poc correcta, però molt popular. En les estrofes s'aparellen sempre el segon vers i el quart i no els altres, generalment assonants. I a vegades rimen tots. Són una història versificada i cantada de la Passió, pensades per a un públic senzill, escrites entre el to del goig i el de romanç de cec, amb un estil innocent. Les edicions d'aquestes Cobles es van anar repetint des de mitjans del segle xviii fins a començaments del segle xx. Diu Busquets Molas que les Cobles de la Passió eren cantades per cecs que s'acompanyaven d'instruments adients, a molts indrets de Catalunya.
L'historiador i escriptor Antoni Aulèstia, li atribueix una obra poètica titulada «Fernudita», explica l'erudit reusenc Joaquim Santasusagna, i també diu que Pere Gras assegura que Balart cultivava la poesia lírica, tant la seria com la jocosa. Francesc Pelagi Briz va incloure les Cobles de la Passió a Lo llibre dels poetas, cansoner de obras rimadas dels segles XII, XIII, XIV, XV, XVI, XVII y XVIII, publicat el 1867.